# Res sacra miser (album)
Res sacra miser è l'album di debutto del gruppo musicale polacco Sacrum, pubblicato nel 1996 dalla Morbid Noizz Productions. È stato riedito nel 2001 dalla Sound of Decay Records.

## Tracce
1. Finis coronat opus – 5:36
2. Set tibi terra levis – 8:34
3. Dictum acerbum – 4:15
4. Dis aliter visum – 44:00
5. Res sacra miser – 2:40
6. Ad patres – 6:57
7. Magni nominis umbra – 8:14
8. Lux in tenebris – 4:26

Bonus track dell'edizione del 2001
1. Forgotten Beginning – 5:23
2. Symptom of the Universe (Black Sabbath cover) – 3:55

## Formazione
- Paweł Szarowicz - voce, batteria
- Piszczel - basso
- Marcin Sutor - chitarra
- Krzysztof Sowiński - tastiera